# That Woman
That Woman er en amerikansk stumfilm fra 1922 af Harry O. Hoyt.

## Medvirkende
- Catherine Calvert som Adora Winstanley
- Joseph Bruelle som William Arnold Kelvin
- William Black som William Kelvin
- George Pauncefort som Somerton Randall
- William Ricciardi som Morris Elman
- Jack Newton som Hilary Weston
- Norbert Wicki som Mishu